# اتصالات ما بعد الحداثة
اتصالات ما بعد الحداثة يستخدم هذا التعبير لوصف أشكال الاتصال وإرسال الرسائل وأساليبها وأدلتها وتقنياتها ووسائطها المستخدمة في عالم ما بعد الحداثة. ونظرًا للأساليب غير التقليدية التي يتميز بها عالم ما بعد الحداثة، يشار أيضًا إلى اتصالات ما بعد الحداثة بوصفها مجتمع المعلومات. ونظرًا لحاجة العلامات التجارية الملحة إلى الوصول إلى الجماهير المؤثرة واختراق سوق يتسم بالفوضى الترويجية، تسعى العلامات التجارية جاهدة للوصول إلى طرق اتصال جديدة لتوصيل رسالتها الإعلانية. وعلاوة على ذلك، أشار العديد من خبراء التسويق إلى أنه من أجل صياغة إستراتيجيات تسويقية ناجحة في القرن الواحد والعشرين، «من الضروري الجمع بين التفكير الإبداعي والنهج المتكامل لجميع أنشطة الاتصالات».

## الأصول
يرتبط أصل الاتصالات في عالم ما بعد الحداثة بتطور نظرية الاتصالات. وكما تقوم نظرية الاتصالات بدراسة العملية التقنية للمعلومات وعملية الاتصال البشري، فإن اتصالات ما بعد الحداثة هي الأدوات الناشئة حديثًا والأسواق التي تسمح لهذه الاتصالات بالحدوث. يعود معظم التفكير حول اتصالات ما بعد الحداثة إلى مقال نُشر في مجلة أكاديمية في أوائل تسعينيات القرن العشرين كتبه ستيفن براون ونشرته مجلة التسويق الإنجليزية England Journal of Marketing. حيث ذكر براون أن من ينتهج التسويق من أسلوب ما بعد الحداثة يجب أن يرفض جميع محاولات فرض النظام والعمل في صومعة بمعزل عن الجميع. وبدلاً من ذلك، على خبراء التسويق أن يتعلموا العمل الجماعي مستعينين بسمات الذكاء والإبداع والعفوية والتوقع والعاطفة والالتزام.

## نماذج اتصالات ما بعد الحداثة
مع انتشار استخدام الإنترنت مع بدايات الألفية الثالثة فضلاً عن النمو الهائل في شبكات التواصل الاجتماعي والهواتف المحمولة فيما قبل عام 2010، تشكلت العديد من نماذج اتصالات ما بعد الحداثة التكتيكية. وفيما يلي قائمة قصيرة بنماذج إرسال الرسائل/الاتصال الناشئة حديثًا.
| النموذج       | الوسيط                  | المثال                                   |
| ------------- | ----------------------- | ---------------------------------------- |
| الزمن الحقيقي | اجتماعي                 | علامات المربع (هاشتاج)، تويتر، فيس بوك   |
|               | التراسل الفوري          | جوجل توك، التراسل الفوري إيه أو إل (AOL) |
|               | اتصالات الفيديو         | سكايب، فيس تايم،                         |
|               | الإخبار بناءً على الموقع | السياج الجغرافي                          |
| الرد المتأخر  | البريد الإلكتروني       |                                          |
|               | التسويق الإلكتروني      |                                          |
| أحادي الاتجاه | التلفزيون               | :30 ثانية إعلانات                        |
|               | الراديو                 | تنبيهات الطقس                            |
|               | طباعة                   | مجلات                                    |

إذا نظرنا إلى اتصالات ما بعد الحداثة، يمكننا افتراض أن التوجه الحالي بخصوص اتصالات التسويق يحدث في إطار نموذج الوقت الحقيقي. وعلى الرغم من أن هذا يبدو هو الواقع، من الضروري أن ندرك أن نماذج الاتصالات المذكورة سابقًا لا تقدم تصورًا دقيقًا حول الكيفية التي تقدم بها العلامات التجارية والمعلنون أنفسهم. فوفقًا لإحدى شركات الدعاية الرائدة في الإنفاق والبحث، فإن الإنفاق حول وسائط «الاستجابة» الحديثة بلغ حوالي 20% من إجمالي الإنفاق في وسائل الإعلام، في حين أن الإنفاق على النماذج أحادية الاتجاه تبلغ حوالي 80%.